# Orinocosa tropica
Orinocosa tropica là một loài nhện trong họ Lycosidae.
Loài này thuộc chi Orinocosa. Orinocosa tropica được Carl Friedrich Roewer miêu tả năm 1959.